# Mulheres na geologia

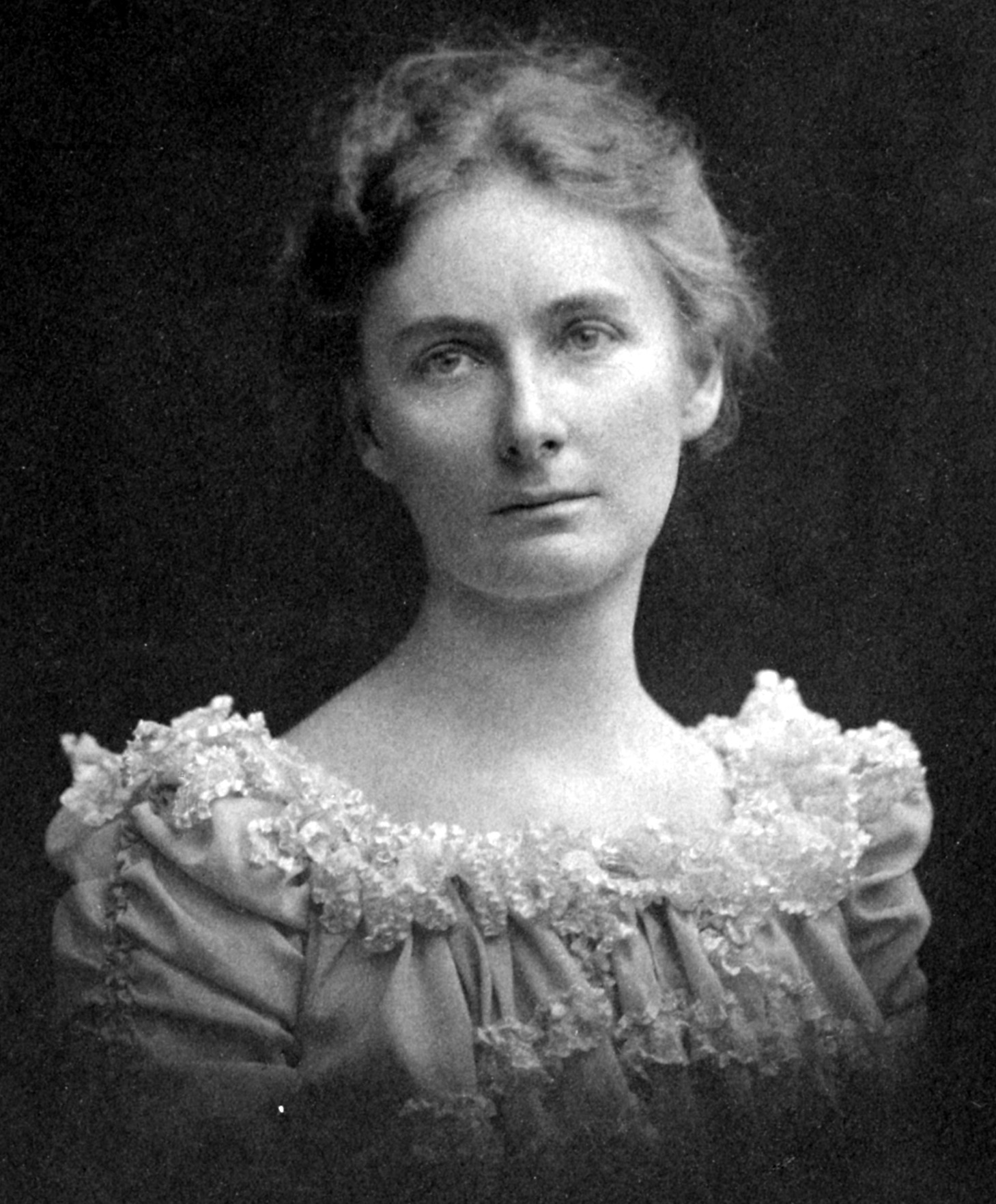
Florence Bascom, a primeira mulher geóloga a receber um Ph.D da Universidade Johns Hopkins.

Mulheres na geologia conta a história e contribuições das mulheres para o campo da geologia. Existe uma longa história de mulheres no campo, que comumente tendem a ser sub-representadas ou invisibilizadas. No período anterior ao século XVIII, a ciência em geral e as geociências não eram tão formalizadas quanto se tornariam mais tarde. Assim, os primeiros geólogos tendiam a ser observadores informais e colecionadores, fossem eles homens ou mulheres. Exemplos notáveis desse período incluem Hildegarda de Bingen, que escreveu trabalhos sobre rochas, e Barbara Uthmann, que supervisionou os trabalhos de mineração do marido após sua morte. Barbara também era parente de Georgius Agricola. Além desses nomes, muitas mulheres aristocratas possuíam coleções científicas de rochas ou minerais.
No século XIX, surgiu uma nova classe profissional de geólogos que incluía mulheres. Nesse período, os britânicos tiveram muito mais mulheres importantes para a geologia.
Em 1977, a Associação de Mulheres Geocientistas foi formada para apoiar as mulheres neste campo, uma vez que estas permaneciam sub-representadas. Houve avanços desde então, embora a retenção continue sendo um problema.

## Linha do tempo das mulheres na geologia
- 1642: Martine Bertereau, a primeira mulher mineralogista registrada, foi presa na França sob suspeita de bruxaria;[3]
- 1865: Elizabeth Carne foi eleita a primeira membro feminina da Royal Geological Society of Cornwall;[4]
- 1889: Mary Emilie Holmes se tornou a primeira membro feminina da Sociedade Geológica da América;[5]
- 1893: Florence Bascom se tornou a segunda mulher a obter seu Ph.D em geologia nos Estados Unidos, e a primeira mulher a receber um Ph.D da Universidade Johns Hopkins.[6][7] Geólogos consideram-na como a "primeira mulher geóloga do país [América]";[8]
- 1896: Florence Bascom se tornou a primeira mulher a trabalhar para o Serviço Geológico dos Estados Unidos;[8][9]
- 1901: Florence Bascom se tornou a primeira geóloga a apresentar um artigo antes do Serviço Geológico de Washington;[10]
- 1909: Alice Wilson se tornou a primeira geóloga contratada pelo Serviço Geológico do Canadá.[11][12] É amplamente creditado a ela o título de primeira geóloga do Canadá;[13]
- 1924: Florence Bascom se tornou a primeira mulher eleita para o Conselho da Sociedade Geológica da América;[10]
- 1936: Inge Lehmann descobriu que a Terra tinha um núcleo interno sólido, distinto de seu núcleo externo fundido;[14]
- 1938: Alice Wilson se tornou a primeira mulher apontada como membro da Sociedade Real do Canadá;[13]
- 1942: A geóloga americana Marguerite Williams se tornou a primeira mulher afro-americana a receber um Ph.D. em geologia nos Estados Unidos. Ela completou seu doutorado, intitulado Uma história da erosão na Bacia de drenagem Anacostia, na Universidade Católica da América;[15][16]
- 1943: Eileen Guppy foi promovida ao posto de geóloga assistente, tornando-se, assim, a primeira mulher graduada em geologia nomeada para o corpo científico do Serviço Geológico Britânico;[17]
- 1955: Moira Dunbar se tornou a primeira glaciologista a estudar o gelo marinho de um navio quebra-gelo canadense;[18][19][20]
- 1963: Elsa G. Vilmundardóttir completou seus estudos na Universidade de Estocolmo e se tornou a primeira geóloga islandesa;[21]
- 1966: Eileen Guppy se tornou a primeira pesquisadora do Serviço Geológico Britânico a receber um MBE;.[22]
- 1967: Sue Arnold se tornou a primeira mulher do Serviço Geológico Britânico a ir ao mar em um navio de pesquisa;[17]
- 1969: Beris Cox se tornou a primeira paleontóloga no Serviço Geológico Britânico;[17]
- 1971: Audrey Jackson se tornou a primeira geóloga de campo no  Serviço Geológico Britânico;[17]
- 1975: Oficiais femininas do Serviço Geológico Britânico não precisavam mais renunciar ao se casar;[17]
- 1977: A Associação de Mulheres Geocientistas foi fundado;[23]
- 1980: A geoquímica Katsuko Saruhashi se tornou a primeira mulher eleita para o Conselho Científico do Japão;[24]
- 1982: Janet Watson se tornou a primeira mulher presidente da Sociedade Geológica de Londres;[25]
- 1983: A geóloga Sudipta Sengupta (e a bióloga marinha Aditi Pant) se tornaram umas das primeiras mulheres indianas a integrar uma expedição antártica;[26]
- 1991: Doris Malkin Curtis se tornou a primeira mulher presidente da Sociedade Geológica da América;[27]
- 1991: A geóloga indiana Sudipta Sengupta se tornou a primeira mulher cientista a receber a premiação Shanti Swaroop Bhatnagar na categoria Ciências da Terra;[28][29]
- 1995: Karst in China: its Geomorphology and Environment, de Marjorie Sweeting, foi publicado; este foi o primeiro relato ocidental abrangente do relevo cárstico da China;[30][31]
- 1995: Jane Plant se tornou a primeira vice-diretora do Serviço Geológico Britânico;[17]
- 2010: Marcia McNutt se tornou a primeira diretora do Serviço Geológico dos Estados Unidos;[32]
- 2014: Maureen Raymo se tornou a primiera mulher a ser premiada com a Medalha Wollaston, a maior premiação do Serviço Geológico Britânico;[33][34]
- 2016: A geofísica Marcia McNutt se tornou a primeira presidente feminina da Academia Nacional de Ciências americana.[35]

## Geólogas notáveis
- Claudia Alexander - notável membro da Associação de Mulheres Geocientistas;
- Florence Bascom - primeira mulher contratada pelo Serviço Geológico dos Estados Unidos;
- Helen Belyea - geóloga canadense;
- Mary Anning (1799 - 1847) - paleontóloga britânica pioneira;
- Etheldred Benett - uma das primeiras geólogas da Grã-Bretanha;
- Elizabeth Catherine Thomas Carne - uma das primeiras geólogas da Grã-Bretanha;
- Margaret Crosfield - paleontóloga e geóloga inglesa;
- Jane Francis - diretora do Serviço Geológico Antártico;
- Rhea Graham - diretora do Escritório de Minas dos EUA;[36]
- Robbie Gries - ex-presidente da Associação Americana de Geólogos do Petróleo;[37]
- Dorothy Hill - única mulher presidente da Academia Australiana de Ciências;
- Miriam Kastner - distinta professora de Ciências da Terra da Universidade da Califórnia, San Diego. Recebeu a Medalha Maurice Ewing em 2008;
- Inge Lehmann - sismóloga dinamarquesa que descobriu o núcleo interno da Terra;
- Margaret Leinen - paleoclimatologista americana, diretora do Instituto de Oceanografia Scripps;
- Lorraine Lisiecki - paleoclimatologista americana;
- Mary Horner Lyell - geóloga britânica do século XIX;
- Marcia McNutt - geofísica americana, ex-diretora do Serviço Geológico dos Estados Unidos, conselheira científica do Secretário de Estado dos Estados Unidos e presidente e diretora executiva do Instituto de Pesquisa do Aquário de Monterey Bay;
- Isabel P. Montañez - Distinta Professora de Geociências e Professora de Liderança de Chanceler da Universidade da Califórnia, Davis, Presidente (2017-2018) da Sociedade Geológica da América;
- Marie Morisawa - geomorfóloga americana;
- Helen Morningstar - geóloga americana, professora de Geologia e Paleontologia na Universidade Estadual de Ohio, membro da Phi Beta Kappa, Sigma Xi, AAAS e Sociedade Paleontológica da América;
- Sharon Mosher - ex-presidente da Sociedade Geológica da América;
- Alexandra Navrotsky - recebeu o prêmio Alfred P. Sloan Fellowship em 1973, se tornou membro da União Geofísica Americana em 1988, membro da Sociedade Geológica da América em 1997, e recebeu a Medalha Harry H. Hess em 2006;
- María Páramo - geóloga e paleontóloga colombiana;
- Maureen Raymo - diretora do Repositório Principal de Lamont-Doherty no Observatório da Terra Lamont-Doherty da Universidade de Columbia;
- Sudipta Sengupta - professora de geologia estrutural na Universidade de Jadavpur, Calcutá;
- Ethel Shakespear - geóloga inglesa;
- Dawn Sumner - geóloga americana, cientista planetária e astrobióloga;
- Marjorie Sweeting - foi palestrante da Universidade de Oxford e escreveu o primeiro relato abrangente sobre o relevo cárstico da China;[30]
- Marie Tharp - Uma descobridora da cadeia meso-oceânica;
- Susan E. Trumbore - membro da Academia Nacional de Ciências dos EUA, Diretora do Instituto Max Planck de Biogeoquímica;
- Janet Vida Watson - recebeu a Medalha Lyell, a Medalha Bigsby e foi ex-presidente daSociedade Geológica de Londres;
- Dawn Wright - geóloga marinha afro-americana, membro da Associação Americana para o Avanço da Ciência, mergulhadora ALVIN;
- Maria Zuber - Professora E. A. Griswold de Geofísica no Instituto de Tecnologia de Massachusetts; recebeu a Medalha de Harry H. Hess em 2012;
- Larissa Anatoljewna Popugajewa - geóloga soviética e descobridora de depósitos de diamantes na URSS;
- Anna Missuna - geóloga, mineralogista e paleontóloga polonesa nascida na Rússia.